# Danielle Rousseau
Danielle Rousseau egy szereplő a Lost c. sorozatból.

## Szerepe
|  | Alább a cselekmény részletei következnek! |

Egy francia nő, akinek adását Sayid befogja, melyben már 16 éve kér segítséget. Egy tudományos expedíció tagjaként került a szigetre, társai egy titokzatos betegségben meghaltak, melyre később Desmond is utal. A szigeten szülte meg gyermekét, akit Alexandrának nevezett el. Egy héttel a szülés után a Többiek elrabolták tőle. Mikor elfogja Sayid-ot, azt hiszi ő is a Többiekhez tartozik, és tőle követeli gyermekét. Később elrabolja Claire újszülött kisbabáját, azt remélve, hogy visszakaphatja saját lányát a Többiektől. Egy nap besétál a túlélők táborába és közli: jönnek a Többiek, melyet a fekete füst jelez a sziget másik végéből. 
Megmutatja a túlélőknek a Fekete Sziklát, ami egy régi rabszolga-kereskedő hajó volt, innen dinamitot szereznek amivel berobbantják a bunkert. Ezután Rousseau eltűnik. Később elfog egy férfit, akiről azt állítja: "közülük való", és mivel Sayid el szeretné engedni a férfit, aki Henry Gale néven mutatkozik be, Rousseau meglövi azt íjpuskájával. A harmadik évadban ismét feltűnik, segít Sayid-nak, Locke-nak és Kate-nek megtalálni a Többiek táborát. Vele együtt fedezik fel a Láng állomást.
A negyedik évad nyolcadik részének (Bemutatom Kevin Johnsont) végén Charles Widmore katonái lelövik és életét veszti.
|  | Itt a vége a cselekmény részletezésének! |